# Гаванец Петра I

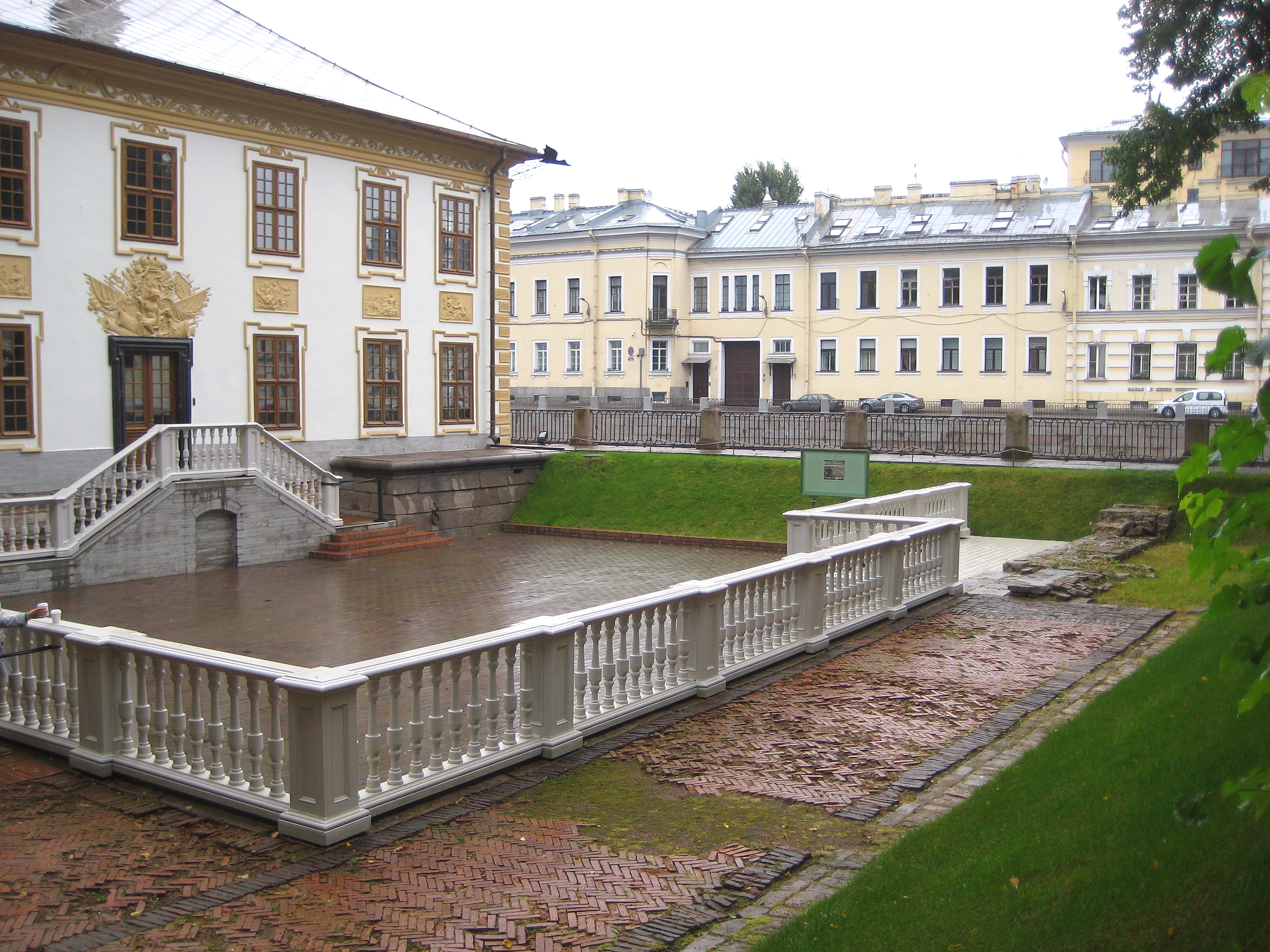
Гаванец, виден вход в Летний дворец через крыльцо-новодел

Гаванец Петра I — памятник архитектуры, фундаменты которого музеефицированы. Расположен в Санкт-Петербурге, в Летнем саду, у южного фасада Летнего дворца.
Га́ванцем Петра I именовали ковшеобразную гавань у мыса (стрелки), образуемого Невой и Фонтанкой, так что узкая часть гавани впадала в Фонтанку. Он был построен мастером Иваном Матвеевым около 1704 года, в начале работ по разбивке Летнего сада и использовался для подхода к саду на мелких судах. От пристани к дворцу шли каменные ступени. Известно, что в 1705 году Пётр I приказал углубить гавань везде на 8 футов и обложить её стены каменными плитами. По мнению ряда исследователей, это было первое каменное мощение набережной Санкт-Петербурга. После углубления 1706 года вода обступала всё здание Летнего дворца и подходила к его крыльцу.
Гаванец был облицован известняковыми блоками. После наводнения 1777 года он был засыпан, как и Поперечный канал и Овальный пруд; вероятно, его уничтожение было связано с сооружением набережных Невы и Фонтанки из-за потери значения.
Гаванец просуществовал до 1780 года, строения на этом мысе были возведены уже после его засыпки.
Исследование Гаванца было проведено в 1963 году в рамках реставрации Летнего дворца. Его обнаружили 26 июня, при рытье экскаватором траншеи для пожарного водопровода под руководством А. Э. Гессена. Архитектор с помощниками расширили шурф и вычистили обнаруженную кладку.
Обнаруженный объект представлял собой каменную стенку высотой около метра и шириной около четырёх, облицованную известняком, со вделанными железными причальными кольцами. Сверху к стенке примыкал тротуар из уложенного «ёлочкой» клинкерного кирпича. Хотя восстановление Гаванца не представлялось возможным, объект был исследован и зафиксирован, после чего территория была обозначена выложенной известняковыми плитами пешеходной дорожкой и засыпана серым гранитным щебнем.

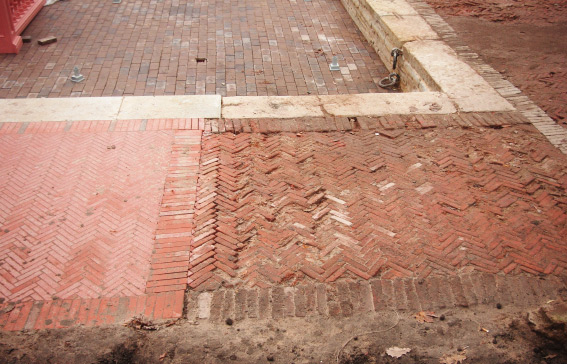
Контраст плитки разных лет

При реставрации Летнего сада в 2012 году Гаванец был отрыт, но не наполнен водой, вместо неё была размещена плитка синего цвета. При воссоздании перед дворцом был вырыт большой котлован, вымощенный тротуарной плиткой. По его бокам обнажились клинкерная кладка и причальная стенка петровского времени, состоящая из блоков известняка. Стенка и мостовая достроены реставраторами из современных кирпичей и блоков. Хотя известняковые плиты и взяты из тех же месторождений, они резко контрастируют с оригинальными собратьями. Согласно реставраторам, это соответствует задумке: «Чётко видно старое, историческое, а остальное — как бы докомпоновка объекта из нового материала. Нам нужно воссоздать объект, архитектурный объём — и вот мы его воссоздаем. Конечно, в новом материале. Лет через двести, может быть, это все нивелируется».
После музеефикации в Гаванце комплектуются экскурсионные группы для входа в Летний дворец, к которому из-за восстановления Гаванца пристроили новое крыльцо.